# 서덜랜드 샤크스 FC
서덜랜드 샤크스 FC(영어: Sutherland Sharks Football Club)호주 뉴사우스웨일스주 시드니의 서덜랜드 교외에 연고을 둔 호주의 축구단이다. 현재 내셔널 프리미어리그 NSW 에 소속되어 있다. 홈 경기는 시드니 남부 교외 지역인 미란다에 위치한 시모어 쇼 파크이다. 최근 새로운 아카데미를 열었다. 또한 비영리 클럽으로 통합되었다.

## 선수 명단

### 현역
참고: FIFA 자격 규정에 따라 소속된 국가대표팀 국기를 표시합니다. 선수는 복수의 FIFA 비회원국 국적을 가지고 있을 수 있습니다.
| 번호 | 포지션 | 국적 | 이름          |
| ---- | ------ | ---- | ------------- |
| 2    | MF     |      | 카츠타 코타로 |

| 번호 | 포지션 | 국적 | 이름 |
| ---- | ------ | ---- | ---- |